# تیم آکروجت پاترول سوئیس
پاترول سوئیس (Patrouille Suisse)، یک تیم آکروجت متعلق به نیروی هوایی سوئیس است. این تیم با شش فروند جت جنگنده نورثروپ اف۵ئی تایگر ۲ پرواز می کند.
پاترول سوئیس در ۲۲ اوت ۱۹۶۴ با چهار فروند هاوکر هانتر تأسیس شد. دو فروند میراژ ۳ نیز در سال ۱۹۶۸ گروه پرواز کردند. در سال ۱۹۷۰، پنجمین هواپیما به تیم اضافه شد و پس از مدت کوتاهی ششمین هواپیما نیز به اضافه شد.
پاترول سوئیس برای آخرین بار در سال ۱۹۹۴ هاوکر هانترهای خود را به پرواز درآورد و در سال ۱۹۹۶ با افزودن سیستم های دودزا به هواپیمای سریعتر و مانورپذیرتر نورتروپ اف-۵ تغییر مسیر داد. در آوریل سال بعد، یک هواپیمای سبک توربوپراپ تک موتوره پیلاتوس پی‌سی-۶ پورتر به عنوان هواپیمای پشتیبانی به تیم اضافه شد که رنگ تیم نقاشی شده است. 

در ۱۵ ژوئن ۲۰۲۳، دو هواپیمای پاترول سوئیس در طول یک پرواز تمرینی برای اجرا در جشنواره Federal Yodeling در بار، سوئیس با یکدیگر برخورد کردند. دماغه یکی از هواپیماها در اثر این برخورد قطع شده و به یک خانه برخورد کرده و شیشه های آن را شکسته و یک نفر روی زمین مجروح شد. یک چتر ترمز نیز در اثر این برخورد باز شده و به زمین افتاد. هواپیمای درگیر بدون هیچ گونه حادثه دیگری و بدون صدمه به خلبانان توانست به زمین بنشیند. 

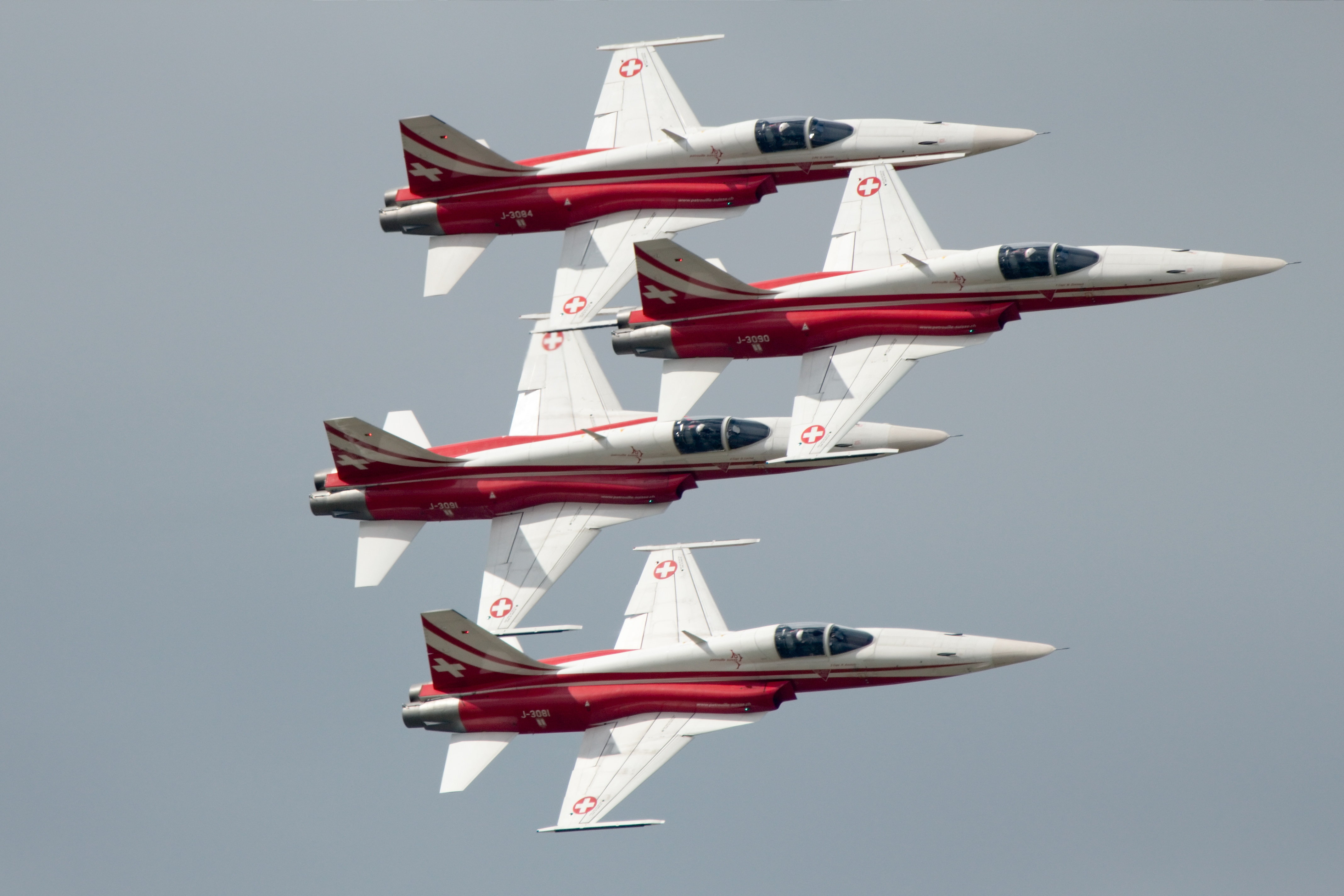
F-5 در نمایشگاه هوایی ILA برلین در سال 2010 شکل گرفت

## همچنین ببینید
- تیم PC-7
- تیم نمایش Super Puma
- شرکت شناسایی چتر نجات 17

## مراجع
1. ↑  Patrouille Suisse photo gallery - official Swiss Air Force website (in German) بایگانی‌شده  در ۲۰۱۳-۰۶-۱۴ توسط Wayback Machine retrieved 20 June 2013
2. ↑  AIRLIVE (2023-06-15). "BREAKING Two aircraft of the Patrouille Suisse made contact mid-air during training" (به انگلیسی). Retrieved 2023-06-24.

## لینک های خارجی
- ویدئویی از یک ایرباس A330 و شش فروند هواپیمای Northrop F-5E Tiger II در نمایشگاه هوایی Air14 در Payerne.
- وب سایت رسمی